# Дзянніца (газета)
«Дзянніца» ― первая советская газета на белорусском языке.

## Время издания
Являлась органом Белнацкома, издавалась с 1 марта 1918 в Петрограде, с 6 апреля 1918 по 24 февраля 1919 в Москве. С № 40 выходила как вестник Белнацкома и Белорусской секции РКП(б).

## Содержание, идейная направленность
Статьи по общеполитическим, экономическим и национальным вопросам, белорусские литературные произведения. В № 1 опубликованы «Декларация прав трудящегося и эксплуатируемого народа» воззвание к рабочим, солдатам и крестьянам Белоруссии о защите революции. В № 8 статья «Белоруссия как часть Советской Федеративной Республики». Опубликованы текст Манифеста Временного рабоче-крестьянского правительства Белоруссии о провозглашении БССР, постановление Президиума ВЦИК о признании независимости БССР, первые постановления белорусского советского правительства и 1-го Всебелорусского съезда Советов. Газета сообщала о положении на оккупированной территории Белоруссии и призывала к борьбе за её освобождение.